# Landesmusikakademie Rheinland-Pfalz
Die Landesmusikakademie Rheinland-Pfalz in Neuwied-Engers ist eine von 24 Musikbildungsstätten in Deutschland und Teil des Arbeitskreises der Musikbildungsstätten. Die 2003 eröffnete Akademie wirkt als Stätte der kulturellen Begegnung und des Austauschs im Land Rheinland-Pfalz und über die Landesgrenzen hinweg an der Förderung der Musik als wesentlicher Ausdrucksform menschlicher Kommunikation mit.

## Ziele und Aufgaben
Die Landesmusikakademie Rheinland-Pfalz e.V. ist eine zentrale musikalische Bildungs- und Begegnungsstätte und bietet ihren Gästen günstige Arbeitsbedingungen für unterschiedlichste musikalische Aktivitäten. Als Belegakademie steht die Landesmusikakademie allen Musikausübenden zur Verfügung. Für Probenphasen von Chören, Orchestern und anderen Musikgruppen empfiehlt sie sich ebenso wie als Tagungsstätte für Fachkonferenzen und Kongresse, aber auch für kleinere Versammlungen von Gremien, Vorständen und Arbeitsgruppen. Darüber hinaus tritt sie als Veranstalterin impulsgebender Eigenveranstaltungen auf. Dazu lädt sie themenorientiert geeignete Dozenten ein.
Für alle Musiker in Rheinland-Pfalz wird ein vielfältiges Programm angeboten. Neben Fort- und Weiterbildungsangeboten für Musikpädagogen vom Elementarbereich bis hin zum Bereich der Altenpflege gibt es Lehrgänge für Laienmusiker verschiedener instrumentaler Zielgruppen sowie für Sänger und Chorleiter. Angebote für den musikalischen Nachwuchs finden ebenso Berücksichtigung wie Kurse für Senioren.
Darüber hinaus tritt die Landesmusikakademie als Veranstalterin impulsgebender Eigenveranstaltungen auf. Dazu lädt sie themenorientiert geeignete Dozenten ein. Ihre Aufgabe, vielfältig und unterschiedlich, umfassen unter anderem Kurse für den musikalischen Nachwuchs sowie Lehrgänge für die Laienmusik. Sie reichen bis zu Fort- und Weiterbildungen für Musikpädagogen in Vorschule, Schule oder im sozialpädagogischen Bereich.

## Geschichtliche Entwicklung

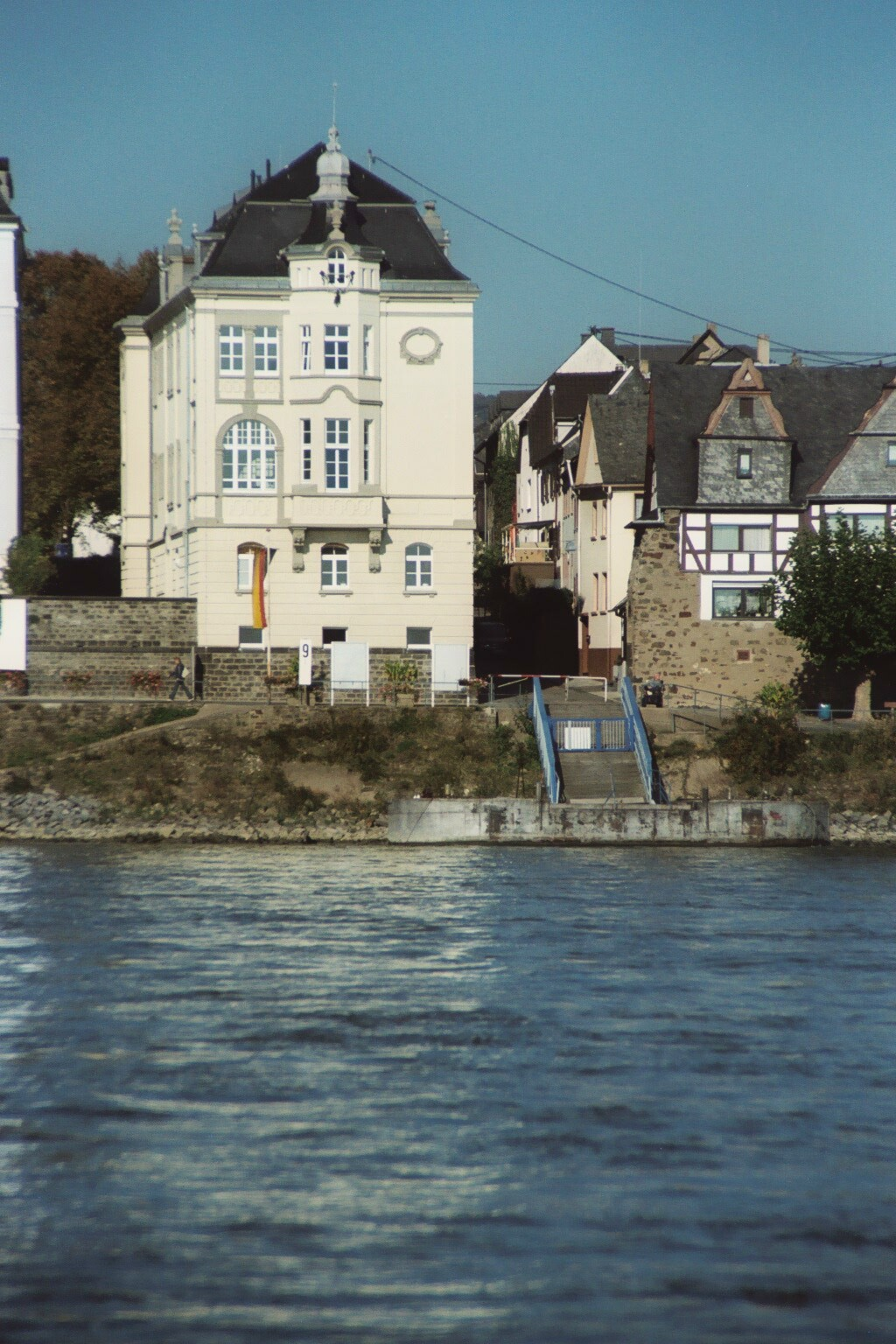
Das Meisterhaus, erbaut 1902/1903, Blick von der anderen Rheinseite

Die Landesmusikakademie Rheinland-Pfalz wurde 1982 vom Landesmusikrat gegründet und zunächst als dezentrale Einrichtung betrieben. Im Sommer 2003 übernahm ein neu gegründeter gemeinnütziger Verein die Trägerschaft. Fast zeitgleich eröffnete Ministerpräsident Kurt Beck am 28. August 2003 die Landesmusikakademie in Neuwied-Engers als zentrale Fortbildungsstätte in Rheinland-Pfalz. Sie liegt unmittelbar am Rhein und in direkter Nachbarschaft zu Schloss Engers. Beide Gebäude befinden sich im Besitz der Landesstiftung Villa Musica. Das sogenannte „Meisterhaus“ bildet die zentrale Wirkungsstätte der Akademie. Durch einen stetigen Ausbau des Kurs- und Weiterbildungsprogramms stieß die Akademie bald an die Grenzen ihrer räumlichen und personellen Möglichkeiten.
So wurde auch aufgrund der hohen Nachfrage von größeren Orchestern und Musikensembles das Raumprogramm im Jahre 2010 deutlich erweitert. Seit Anfang des Jahres 2010 steht die neue Aula der Christiane-Herzog-Schule des Heinrich-Hauses zur Verfügung, für die ein gemeinschaftliches Nutzungskonzept entwickelt wurde. Sie bietet mit einer Größe von 250 m² und einer Hubbühne auch für größere Projekte Platz. Die Übernachtungskapazität wurde Ende 2010 mit der Fertigstellung des Neubaus Musikerhof deutlich erweitert. In Harmonie zu den historischen Gebäuden der Umgebung geplant, ist der Musikerhof in architektonisches Schmuckstück im Herzen von Engers.

## Räumlichkeiten
Die Landesmusikakademie verfügt über insgesamt 80 Betten in 29 Zimmern. In Kooperation mit benachbarten Einrichtungen können bis zu 120 Gäste untergebracht werden. Es stehen eine Vielzahl an Proben-, Tagungs- und Besprechungsräumen bereit. Außerdem kann die Aula des benachbarten Heinrich-Hauses nach Absprache für Konzerte und Auftritte genutzt werden. Den heutigen Kernbereich der Landesmusikakademie bilden aber das Meisterhaus und der Musikerhof.

### Das Meisterhaus
Im Gegensatz zum Kurfürstlichen Schloss Engers, dessen Baugeschichte dank einer reichen Zahl an Zeugnissen lebendig wird, fehlen bisher für das vergleichsweise junge Bauwerk des so genannten Meisterhauses einschlägige Akten und Unterlagen. Nur wenige Quellen geben Auskunft über Bauzeit und erste Zweckbestimmung des Hauses, dies allerdings in weitgehender Übereinstimmung. In einer 1913 von Schellenberg, Oberleutnant im Infanterie-Regiment Hessen-Homburg und Inspektionsoffizier an der Kriegsschule bearbeiteten "Geschichte der Kriegsschule zur Feier ihres 50-jährigen Bestehens", Berlin 1913, ist zu lesen:
"Dicht oberhalb des Schlosses liegt das im Jahr 1902/1903 erbaute Lazarett mit seinen schönen hellen Krankenräumen. Außerdem wohnen hier der Adjutant, der Arzt, der Pförtner und die Wirtschafterin. Früher stand hier an derselben Stelle die sogenannte 'alte Remise', die vor Eröffnung der Kriegsschule dem Schlosskastellan als Dienstwohnung angewiesen war. Von da ab entsprach ihre Einrichtung etwa der des heutigen Lazarettneubaus."
..."In den Jahren 1901/1903 ließ die preußische Domänenverwaltung (früher Hofmarschallamt), der Eigner des Grundstückes, die alten Stallgebäude abreißen. An ihre Stelle trat das im neobarocken Stil errichtete schmale, ursprünglich dreistöckige Gebäude. Noch heute hat das Gebäude sein Äußeres von 1903 behalten."
1928 wurde das Haus von der St.-Josefs-Gesellschaft übernommen, in sechs Wohnungen aufgeteilt und von den Handwerksmeistern genutzt, die in den benachbarten Behindertenwerkstätten tätig waren. Seitdem trägt das Gebäude den Namen "Meisterhaus". "Als die Josefs-Gesellschaft 1928 vom preußischen Staat außer dem Schloss noch 21 Parzellen aus der Flur 8 der Gemarkung Engers erwarb (Grundbuch Engers, Band 39, Blatt 1078 Amtsgericht Neuwied), beschrieb das Neuwieder Katasteramt das Gesamtanwesen (im Jahre 1930). Dabei hob es ab auf den Gebäudeversicherungswert und den Gebäudezustand und seine Nutzungsmöglichkeit. Es führte aus, nach seiner Schätzung sei das Schloss mit seinen 40 Räumen und 6 Kellerräumen etwa 170 Jahre alt. Das Wohnhaus der Meister, das 20 Räume, 2 Kammern und 5 Keller umfasse, sei etwa 30 Jahre alt."...
Seine ursprüngliche Funktion übte das Meisterhaus noch einmal vorübergehend während des Zweiten Weltkrieges aus, wie aus einem Bericht des Malermeisters Mondorf über die Zeit des Beschusses von Engers im Jahre 1945 hervorgeht:
"18.03. Die Nacht von Samstag zum Sonntag bringt neuen Kummer. Deutsche Pioniere haben einem Auftrag zufolge die Brücke sprengen wollen, die für eine Ponte von unseren Soldaten angelegt worden ist. Damals hatte sich ganz Engers über die Verletzung des Roten Kreuzes empört, denn die Brücke war ganz dicht am Lazarett, und unser Chefarzt hatte damals trotz Protestes beim Wehrkommando nichts erreicht.
Die Sprengung hat dem danebenliegenden Meisterhaus mehr geschadet als der Brücke selbst, denn sie steht noch.". Das Meisterhaus blieb bist zum heutigen Tag von gravierenden baulichen Eingriffen verschont. Aus diesem Grund, aber auch wegen seiner architektonischen Besonderheiten, wurde das Gebäude am 13. September 1995 unter Denkmalschutz gestellt.

### Der Musikerhof
Um das stetig wachsende Interesse am Kursangebot und an den Probenmöglichkeiten für Chöre, Musikvereine und schulische Musikensembles decken zu können, wurde 2009 beschlossen, direkt gegenüber dem Meisterhaus durch einen Neubau zusätzliche Räumlichkeiten zu schaffen: Den Musikerhof.

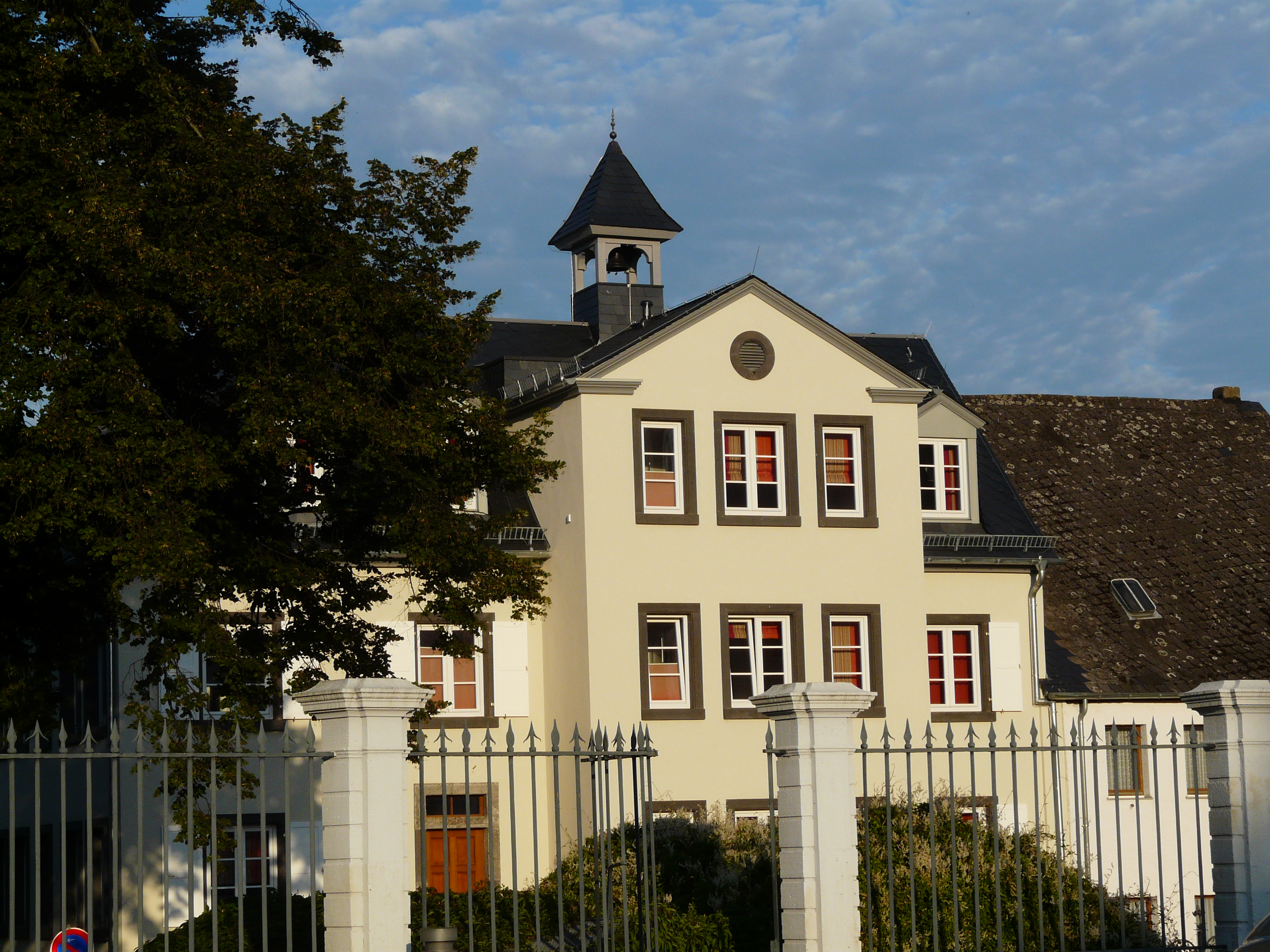
Der Musikerhof, erbaut 2010/2011

In Harmonie zu den historischen Gebäuden der Umgebung geplant, ist auf den ersten Blick kaum zu erkennen, dass es sich bei dem neuen Gästehaus der Landesmusikakademie tatsächlich um einen Neubau handelt. Beim Bau des Musikerhofs wurde großer Wert auf eine historische, dem Stil der Nachbargebäude angepasste Architektur gelegt. Alte Bausubstanz wurde nach Möglichkeit wiederverwendet, etwa bei den Fensterwandungen, beim Eingang in den Gewölbekeller, der von früheren Bauten an gleicher Stelle noch erhalten war, und bei den Basaltsäulen vor dem Gebäude und auf dem Innenhof.
Als Besonderheit hat auch die Glocke von St. Augustin, bekannt als das ehemalige Engerser Krankenhaus, für die der Bürgerverein Engers lange Zeit nach einem passenden Platz gesucht hatte, eine Heimat im neuen Musikerhof gefunden.
Seit Dezember 2010 stehen nun 15 neue Gästezimmer mit 30 Betten zur Verfügung.